# Liga Árabe del Golfo (EAU) 2020-21
La UAE Pro-League 2020-21 (también conocida como Liga Árabe del Golfo o Etisalat Pro League por motivos de patrocinio) fue la 46.ª temporada de fútbol de la máxima categoría de los Emiratos Árabes Unidos. La liga inició en octubre de 2020 y finalizó en mayo de 2021.
La liga contó con catorce equipos; a raíz de la pandemia de covid-19 se canceló la temporada pasada y por tanto los descensos y ascensos fueron suspendidos.

## Equipos

### Ciudades y estadios
| Equipo         | Ciudad                | Estadio            | Capacidad |
| -------------- | --------------------- | ------------------ | --------- |
| Ajman          | Ajman                 | Ajman              | 5537      |
| Al-Ain         | Al Ain                | Hazza Bin Zayed    | 25 965    |
| Al-Dhafra      | Madinat Zayed         | Al-Dhafra          | 5020      |
| Al-Jazira      | Abu Dabi (Al Nahyan)  | Mohammad Bin Zayed | 42 056    |
| Al-Nasr        | Dubái (Al Nasr)       | Al-Maktoum         | 15 058    |
| Al-Wahda       | Abu Dabi (Al Nahyan)  | Al-Nahyan          | 12 201    |
| Al-Wasl        | Dubái (Zabeel)        | Zabeel             | 8439      |
| Baniyas        | Abu Dabi (Al Shamkha) | Baniyas            | 10 000    |
| Fujairah       | Fuyaira               | Fujairah Club      | 10 645    |
| Hatta          | Hatta                 | Hamdan Bin Rashid  | 5000      |
| Kalba          | Kalba                 | Ittihad Kalba      | 8500      |
| Khor Fakkan    | Khor Fakkan           | SBM Al Qassimi     | 7500      |
| Shabab Al-Ahli | Dubái (Deira)         | Al-Rashid          | 12 052    |
| Sarja          | Sharjah               | Sharjah            | 20 000    |

### Personal y equipación
Nota: Loas banderas indican el equipo nacional tal como se ha definido en las reglas de elegibilidad de la FIFA. Los jugadores pueden tener más de una nacionalidad.
| Equipo         | Entrenador          | Capitán            | Fabricante  | Patrocinador         |
| -------------- | ------------------- | ------------------ | ----------- | -------------------- |
| Ajman          | Ayman Elramady      | Rashed Malallah    | Hummel      | Ajman Bank           |
| Al-Ain         | Pedro Emanuel       | Ismail Ahmed       | Nike        | First Abu Dhabi Bank |
| Al-Dhafra      | Mohammad Kwid       | Ahmed Ali          | Adidas      | Ruwais               |
| Al-Jazira      | Marcel Keizer       | Ali Khasif         | Adidas      | Healthpoint          |
| Al-Nasr        | Ramón Díaz          | Tareq Ahmed        | N45         | Emirates Islamic     |
| Al-Wahda       | Henk ten Cate       | Ismail Matar       | Adidas      | —                    |
| Al-Wasl        | Odair Hellmann      | Lima               | New Balance | Emaar                |
| Baniyas        | Daniel Isăilă       | Fawaz Awana        | Joma        | —                    |
| Fujairah       | Nassif Al Bayawi    | Hilal Saeed        | Nike        | Asas                 |
| Hatta          | Vladimir Vermezović | Mahmoud Hassan     | uhlsport    | —                    |
| Kalba          | Jorge Da Silva      | Mansor Abbas       | Erreà       | Caltex               |
| Khor Fakkan    | Caio Zanardi        | Saif Mohammed      | Adidas      | —                    |
| Shabab Al-Ahli | Mahdi Ali           | Majed Naser        | Nike        | Nissan               |
| Sarja          | Abdulaziz Al Yassi  | Shahin Abdulrahman | Adidas      | Saif Zone            |

### Cambio de entrenadores
| Equipo | Entrenador saliente | Fecha de salida | Modo de salida | Pos. | Entrenador | Fecha de nombramiento |
| ------ | ------------------- | --------------- | -------------- | ---- | ---------- | --------------------- |

### Jugadores extranjeros
El número de jugadores extranjeros está limitando estrictamente a cuatro por equipo, incluyendo un cupo para un jugador de la AFC. Un equipo puede utilizar cuatro jugadores extranjeros en el campo durante cada juego, incluyendo al menos un jugador de algún país asiático.

## Desarrollo

### Tabla de posiciones
| Pos. | Equipo         | Pts. | PJ | G  | E  | P  | GF | GC | Dif. | Clasificación o descenso                                             |
| ---- | -------------- | ---- | -- | -- | -- | -- | -- | -- | ---- | -------------------------------------------------------------------- |
| 1    | Al-Jazira (C)  | 57   | 26 | 17 | 6  | 3  | 65 | 29 | +36  | Clasificado para la Fase de grupos de Liga de Campeones de la AFC.   |
| 2    | Baniyas        | 54   | 26 | 16 | 6  | 4  | 50 | 22 | +28  | Clasificado para la Ronda de playoff de Liga de Campeones de la AFC. |
| 3    | Shabab Al-Ahli | 50   | 26 | 13 | 11 | 2  | 52 | 30 | +22  | Clasificado para la Fase de grupos de Liga de Campeones de la AFC.   |
| 4    | Sarja          | 48   | 26 | 14 | 6  | 6  | 48 | 29 | +19  | Clasificado para la Ronda de playoff de Liga de Campeones de la AFC. |
| 5    | Al-Nasr        | 46   | 26 | 14 | 4  | 8  | 47 | 33 | +14  |                                                                      |
| 6    | Al-Ain         | 41   | 26 | 11 | 8  | 7  | 39 | 33 | +6   |                                                                      |
| 7    | Al-Wahda       | 40   | 26 | 10 | 10 | 6  | 48 | 33 | +15  |                                                                      |
| 8    | Kalba          | 39   | 26 | 11 | 6  | 9  | 29 | 39 | −10  |                                                                      |
| 9    | Al-Wasl        | 37   | 26 | 10 | 7  | 9  | 49 | 47 | +2   |                                                                      |
| 10   | Khor Fakkan    | 25   | 26 | 7  | 4  | 15 | 35 | 50 | −15  |                                                                      |
| 11   | Al-Dhafra      | 21   | 26 | 5  | 6  | 15 | 31 | 58 | −27  |                                                                      |
| 12   | Ajman          | 18   | 26 | 4  | 6  | 16 | 24 | 57 | −33  |                                                                      |
| 13   | Fujairah (D)   | 15   | 26 | 4  | 3  | 19 | 31 | 57 | −26  | Descenso de categoría.                                               |
| 14   | Hatta (D)      | 12   | 26 | 3  | 3  | 20 | 19 | 50 | −31  | Descenso de categoría.                                               |

 Fuente: Liga Árabe del Golfo
Criterios de clasificación:  1) Puntos; 2) Gol diferencia en partidos directos; 3) Goles anotados en partidos directos; 4) Goles de visitante en partidos directos; 5) Gol diferencia; 6) Goles anotados; 7) Goles de visitante; 8) Puntos en partidos directos; 9) Puntos Fair Play 10) Sorteo.
Notas:
1. ↑  Al-Jazira también clasificó a la Copa Mundial de Clubes de la FIFA 2021 el 20 de octubre de 2021. Una vez que el presidente de la FIFA, Gianni Infantino, confirmó que el torneo se disputará en Emiratos Árabes Unidos a principios de 2022.[1]
2. ↑  Shabab Al-Ahli ganó la Copa Presidente de EAU, por tanto clasificó directamente a la Fase de grupos de la Liga de Campeones de la AFC, mientras que el subcampeón de este torneo, Baniyas, clasificó para la Ronda de play-off.

### Resultados
| Local \ Visitante | AJM | AIN | DHA | JAZ | NAS | WAH | WAS | YAS | FUJ | HAT | KAL | KHF | SAD | SHR |
| ----------------- | --- | --- | --- | --- | --- | --- | --- | --- | --- | --- | --- | --- | --- | --- |
| Ajman             |     | 0–2 | 2–1 | 3–3 | 0–3 | 3–3 | 2–3 | 0–0 | 2–1 | 0–0 | 0–1 | 1–2 | 1–1 | 0–3 |
| Al-Ain            | 0–0 |     | 4–1 | 2–2 | 1–3 | 1–0 | 1–1 | 1–2 | 3–1 | 1–0 | 1–1 | 2–0 | 1–4 | 1–2 |
| Al-Dhafra         | 4–1 | 2–1 |     | 1–5 | 0–2 | 0–3 | 1–1 | 0–5 | 3–1 | 1–0 | 1–2 | 2–0 | 1–2 | 1–1 |
| Al-Jazira         | 3–0 | 2–0 | 1–1 |     | 3–0 | 2–0 | 3–2 | 3–3 | 4–2 | 3–0 | 2–0 | 3–1 | 1–1 | 0–1 |
| Al-Nasr           | 3–0 | 1–2 | 3–2 | 1–1 |     | 2–2 | 0–1 | 1–0 | 3–2 | 2–0 | 2–1 | 2–1 | 2–3 | 2–1 |
| Al-Wahda          | 3–0 | 0–4 | 1–1 | 2–0 | 2–2 |     | 3–2 | 0–2 | 2–1 | 6–0 | 0–1 | 3–0 | 1–1 | 1–1 |
| Al-Wasl           | 4–2 | 1–2 | 2–1 | 2–3 | 0–3 | 2–2 |     | 1–4 | 3–0 | 2–1 | 4–4 | 1–2 | 2–2 | 3–3 |
| Baniyas           | 2–0 | 4–1 | 3–1 | 1–3 | 3–2 | 1–1 | 0–2 |     | 2–1 | 1–0 | 0–2 | 5–0 | 0–0 | 1–0 |
| Fujairah          | 1–2 | 1–1 | 4–2 | 0–3 | 2–0 | 1–4 | 1–1 | 1–3 |     | 1–0 | 0–3 | 1–2 | 3–2 | 2–4 |
| Hatta             | 3–0 | 0–1 | 2–2 | 0–1 | 0–3 | 1–4 | 2–4 | 0–3 | 1–0 |     | 4–0 | 2–3 | 1–2 | 2–3 |
| Kalba             | 2–1 | 1–1 | 2–1 | 0–6 | 3–3 | 0–0 | 0–3 | 0–2 | 1–0 | 0–0 |     | 2–1 | 0–3 | 1–0 |
| Khor Fakkan       | 2–3 | 2–2 | 5–1 | 3–0 | 0–1 | 1–2 | 0–1 | 1–2 | 0–0 | 1–0 | 1–2 |     | 2–2 | 1–1 |
| Shabab Al-Ahli    | 5–1 | 1–1 | 0–0 | 3–5 | 1–0 | 2–2 | 3–0 | 0–0 | 3–2 | 3–0 | 2–0 | 4–3 |     | 1–0 |
| Sarja             | 2–0 | 1–2 | 5–0 | 0–3 | 2–1 | 2–1 | 2–1 | 1–1 | 3–2 | 3–0 | 1–0 | 5–1 | 1–1 |     |

## Estadísticas

### Goleadores
Actualizado el 15 de mayo de 2021.
| Posición | Jugador             | Club           | Goles |
| -------- | ------------------- | -------------- | ----- |
| 1        | Ali Mabkhout        | Al-Jazira      | 25    |
| 2        | Fabio Lima          | Al-Wasl        | 22    |
| 3        | João Pedro          | Baniyas        | 18    |
| 4        | Igor Coronado       | Sarja          | 17    |
| 5        | Welliton            | Sarja          | 13    |
| 5        | Kodjo Laba          | Al-Ain         | 13    |
| 7        | Igor Jesus          | Shabab Al-Ahli | 12    |
| 7        | Peniel Mlapa        | Kalba          | 12    |
| 7        | Tim Matavž          | Al-Wahda       | 12    |
| 10       | Ramon Lopes         | Khor Fakkan    | 11    |
| 10       | Sebastián Tagliabúe | Al-Nasr        | 11    |

### Máximos asistentes
Actualizado el 15 de mayo de 2021.
| Posición | Jugador         | Club           | Asistencias |
| -------- | --------------- | -------------- | ----------- |
| 1        | Ismail Matar    | Al-Wahda       | 11          |
| 2        | Khalfan Mubarak | Al-Jazira      | 10          |
| 3        | Ali Mabkhout    | Al-Jazira      | 8           |
| 3        | Igor Jesus      | Shabab Al-Ahli | 8           |
| 3        | Ryan Mendes     | Al-Nasr        | 8           |
| 6        | Suhail Al-Noubi | Baniyas        | 7           |
| 6        | Ramon Lopes     | Khor Fakkan    | 7           |
| 8        | Ronaldo Mendes  | Al-Wasl        | 6           |
| 8        | Caio            | Sarja          | 6           |
| 8        | Davide Mariani  | Kalba          | 6           |
| 8        | Gastón Álvarez  | Baniyas        | 6           |